# L'Éclair qui effaçait tout
L’Éclair qui effaçait tout est le troisième roman de la série Les Conquérants de l'impossible écrite par Philippe Ébly. Ce roman a été édité pour la première fois en 1972 chez Hachette dans la collection Bibliothèque verte. L'épisode suivant est L'Évadé de l'an II.

## Résumé
Alors qu'ils ont décidé de camper en Italie, Serge persuade les frères Forestier, Xolotl et Thibaut, de rendre visite à un ami de son père, le professeur Lorenzo. Cela tombe plutôt bien, puisque le professeur leur propose de les héberger au moment où un terrible orage s'abat sur la région. 
Mais quand la foudre frappe la maison, Serge et Xolotl disparaissent purement et simplement, sans laisser de trace. Tandis que leurs compagnons et le professeur les cherchent en vain à travers la maison, et la campagne environnante, les deux jeunes gens se relèvent en rase campagne. Et lorsque le soleil se lève enfin, ils découvrent la voie romaine voisine en parfait état - et une légion romaine on ne peut plus crédible qui s'avance à travers la plaine. 
Ce n'est pas un film que l'on tourne, mais bien une nouvelle réalité, et les deux adolescents vont désormais devoir survivre à l'époque de la Rome antique, sans aucun espoir de retour...

## Les différentes éditions
- 1972 - Hachette, Bibliothèque verte, cartonné, texte original. Illustré par Yvon Le Gall. 186 p.
- 1984 - Hachette, Bibliothèque verte, cartonné (série hachurée), texte original. Illustré par Yvon Le Gall.
- 1988 - Hachette, Bibliothèque verte no 104, poche souple, texte original. Illustré par Richard Martens. 151 p.  (ISBN 2-01-013710-8)
- 1993 - Hachette, Bibliothèque verte, poche souple, texte original. Illustré par Erik Juszezak. 250 p. (ISBN 2-01-020291-0),  (EAN 9782010202919), Texte en ligne sur Gallica
- 2002 - Degliame, coll. : Le Cadran Bleu no 30. Texte révisé. Couverture de Philippe Munch. 167 p.  (ISBN 2-914088-30-2),  (EAN 9782914088305)

## Autour du roman
- C'est le premier voyage temporel des héros, et la première apparition de l'Autinios, un alliage inventé par le père de Serge, qui se révèle capable de transporter son porteur à travers le temps, pourvu qu'il entre dans un champ électromagnétique suffisamment puissant. On apprendra dans S.O.S. Léonard de Vinci la composition de l'Autinios, alliage d'or, de titane, de nickel et d'osmium (chapitre XVI, page 155).